# 김영필 (배우)
김영필(1973년 9월 3일~)은 대한민국의 배우 겸 연극인으로, 그는 1996년에 연극배우로 처음 데뷔를 하였으며, 2001년 영화 《자살 비디오》의 단역(송겸채 역)을 통하여 영화배우로 데뷔를 하였다.

## 출연작

### 영화
- 《자살 비디오》 (2001년) ... 송겸채 역
- 《로망스》 (2006년) ... 권상춘(권 형사) 역
- 《비열한 거리》 (2006년) ... 이상남(이 대리) 역
- 《그놈 목소리》 (2007년) ... 한인석 역
- 《파란 자전거》 (2007년) ... 장태경(여동생 남친) 역
- 《라듸오 데이즈》 (2008년) ... 송다금(소설가) 역
- 《강철중: 공공의 적 1-1》 (2008년) ... 송준만 역
- 《내 사랑 내 곁에》 (2008년) ... 종우 친구, 남욱중 역
- 《소와 함께 여행하는 법》 (2010년) ... 우선호 역
- 《카페 느와르》 (2010년) ... 송영섭(박해일 닮은 남자) 역
- 《로맨스 조》 (2012년) ... 로맨스 조 역
- 《선지자의 밤》 (2015년) ... 선중헌 역
- 《아직 끝나지 않았다》 (2015년) ... 류경조 역
- 《시선 사이》 (2016년) ... 이동찬(이웃주민) 역
- 《봉이 김선달》 (2016년) ... 성종익 역
- 《나홀로 휴가》 (2016년) ... 방용범 역
- 《파이프라인》 (2021년) ... 박몽국(박 실장) 역
- 《앵커》 (2022년) ... 허기정 역

### 드라마
- 2007년 MBC 12부작 일요 시즌 드라마 《옥션하우스》 ... 이은엽 역
- 2007년 KBS2 단막극 《드라마 시티 - 그 남자가 그린 것》 ... 이승민 역
- 2008년 KBS2 대하드라마 《대왕 세종》 ... 함서환[3] 역(최 초반) / 원정우[4] 역(최 후반) (1인 2역)
- 2011년 MBC 수목 미니시리즈 《로열 패밀리》 ... 조동호 역
- 2012년 MBC 주말 특별기획 드라마 《무신》 ... 박송비 역
- 2013년 MBC 일일 사극 드라마 《구암 허준》 ... 지 서방(지남식) 역
- 2013년 MBC 《여왕의 교실》 ... 하나 아빠(심한철) 역
- 2014년~2015년 MBC 월화드라마 《오만과 편견》 ... 검찰과장 역
- 2016년 MBC 《결혼계약》 ... 한정훈 역
- 2016년 MBC 《캐리어를 끄는 여자》 ... 이상엽 역
- 2017년 tvN 《그녀는 거짓말을 너무 사랑해》 ... 유석 역
- 2017년 MBC 《별별 며느리》 ... 한장수 역
- 2017년 SBS 《의문의 일승》 ... 안태정 역
- 2018년 OCN 《라이프 온 마스》 ... 김경세 역
- 2019년 MBC 《더 뱅커》 ... 김낙찬(김 실장) 역
- 2019년 넷플릭스 《좋아하면 울리는》 ... 황재철 역
- 2019년 tvN 《사랑의 불시착》 ... 황동현(보위부 대좌) 역
- 2020년 KBS2 《포레스트》 ... 조광필 역
- 2020년 넷플릭스 《인간수업》 ... 배상신(배규리 아버지) 역
- 2022년 SBS 《왜 오수재인가?》 ... 서준명 역
- 2023년 MBC 《세 번째 결혼》 ... 강만석(†) / 최영식 (강영식) 역 (본작의 만악의 근원)